# George Goulding
George Henry Goulding (Kingston upon Hull, 17 november 1885 - Toronto, 3 februari 1966) was een Canadees atleet gespecialiseerd in het snelwandelen

## Loopbaan
Goulding nam tweemaal deel aan de Olympische Zomerspelen en deed in 1908 mee aan het snelwandelen en de marathon. Zijn beste prestatie van de vierde plaats op de 3500m snelwandelen. Vier jaar later tijdens de Olympische Zomerspelen 1912 won Goulding de gouden medaille op de 10 kilometer snelwandelen.

## Titels
- Olympisch kampioen 10 km snelwandelen - 1912

## Palmares

### 3500m snelwandelen
- 1908: 4e OS - 15.49,8

### 10 km snelwandelen
- 1912:  OS - 46.28,4

### 10 mijl snelwandelen
- 1908: DNF OS

### Marathon
- 1908: 22e OS - 3:33.26,4

1912: George Goulding ·
1920: Ugo Frigerio ·
1924: Ugo Frigerio ·
1948: John Mikaelsson ·
1952: John Mikaelsson